# 모하비강

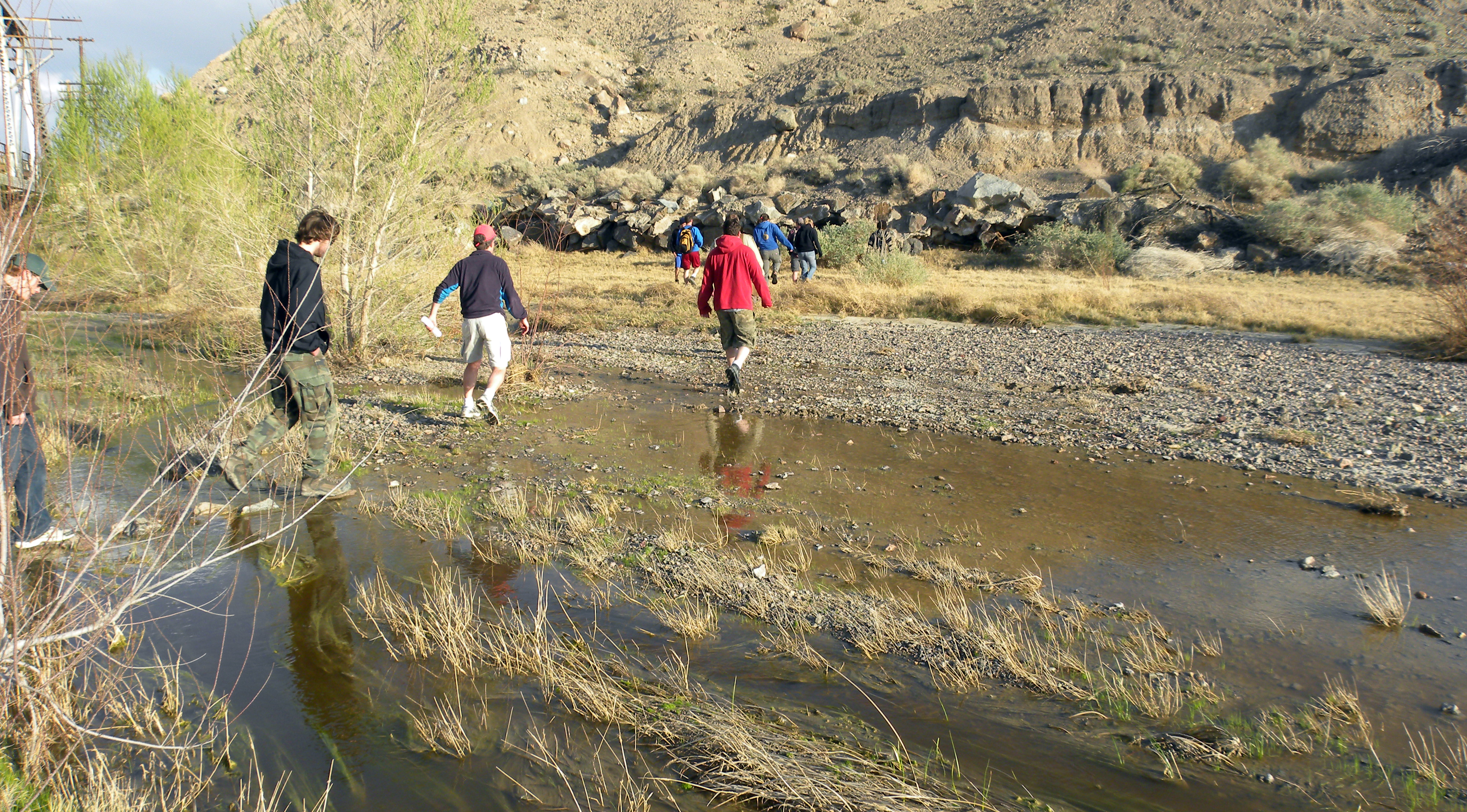

모하비강(Mojave River)은 미국 캘리포니아주 샌버너디노군 동부 샌버너디노 산맥과 모하비 사막에 흐르는 간헐적인 강이다. 강 흐름의 대부분은 지하이며, 표면 수로는 상류와 하류의 여러 기반암 협곡을 제외하고 대부분 건조한 상태로 유지된다. 강물은 건호인 소다호로 흐른다.